# Conchopterella kuscheli
Conchopterella kuscheli là một loài côn trùng trong họ Hemerobiidae thuộc bộ Neuroptera. Loài này được Handschin miêu tả năm 1955.